# Heinrich von Verdun
Heinrich von Verdun (auch Heinrich von Luxemburg, Heinrich der Friedensstifter) († 31. Mai 1091) war von 1075 bis 1091 Bischof von Lüttich. 

## Leben
Er entstammte dem Haus Luxemburg. Der Vater war Graf Friedrich von Toul. Die Mutter war wahrscheinlich Gerberga aus dem Haus der Herren von Bouillon. 
Eine theologische Bildung erhielt er in der Abtei Saint Vanne in Verdun und wurde von dem dort herrschenden Reformgeist stark beeinflusst. Später war er Archidiakon von Verdun. Er war verwandt mit dem Herzog Gottfried III. von Niederlothringen. Dieser empfahl ihn Heinrich IV. als Bischof von Lüttich. Geweiht wurde er von Erzbischof Anno II. von Köln.
Er erwies sich als fromm und als Verfechter der Klosterreform. Im Konflikt zwischen König und Papst stand er auf Seiten Heinrichs IV. Im Jahr 1076 stimmte er auf einem Hoftag in Worms der Absetzung von Gregor VII. zu. Zwar näherte er sich später Gregor wieder an, ist aber 1085 dem Aufruf des Gegenpapstes Clemens III. nach Mainz gefolgt. Für die Königstreue spricht, dass Heinrich IV. das Osterfest von 1080 in Lüttich feierte, obwohl Papst Gregor VII. ihn gebannt hatte. 
Für den lothringischen Raum war Bischof Heinrich bedeutend als Verfechter des Gottesfriedens. Diesen hat er zusammen mit den weltlichen Großen 1081 für seine Diözese verkündet. Dies Vorgehen richtete sich nicht gegen den späteren Kaiser als den obersten Friedenshüter des Reiches, sondern hatte damit zu tun, dass Heinrich IV. in Italien abwesend war. Die Ausrufung des Gottesfriedens war mit dem Herrscher abgestimmt. Es wurde ein Schiedsgericht zur friedlichen Beilegung von Streitigkeiten eingerichtet. Diesem stand der Bischof vor. Nach dem lothringischen Vorbild wurden ähnliche Regelungen einige Jahre später für die Erzdiözese Köln und schließlich für das Reich getroffen. Begraben ist er in der Stiftskirche Notre Dame in Huy.